# Press TV
Press TV é uma rede televisiva que transmite notícias e documentários em inglês. É afiliada à IRIB (Islamic Republic of Iran Broadcasting), que é de propriedade estatal, mas sua gestão é independente do governo iraniano.
A Press TV é baseada em  Teerã com sucursais em várias outras cidades do mundo, incluindo Londres, Beirute, Damasco, Cabul e Gaza. Conta com 26 correspondentes internacionais e emprega mais de 500 pessoas em todo o mundo. Propõe-se a ser uma terceira alternativa à mídia (que considera tendenciosa)

## História
O website da Press TV foi lançado no final de janeiro de 2007. As primeiras experiências de uso de satélites foram realizadas no final de abril de 2007. O canal foi lançado em 3 de julho de 2007. Em 18 de março de 2009, a Press TV lançou um novo site com nova interface gráfica. O novo site ficou disponível em um endereço alternativo (www.presstv.ir/new) até 31 de março de 2009, quando o sítio web anterior foi completamente substituído. Em 5 de abril, Press TV colocou à disposição dos seus usuários seu sitio web em duas versões - uma "clássica", com menos gráficos, e a versão regular.

## Visão
A Press TV tem como missão declarada oferecer um olhar alternativo e independente das notícias emitidas pela BBC, CNN ou Al Jazeera, particularmente no que concerne ao Oriente Médio. Segundo a Press TV, após os ataques de 11 de setembro de 2001 nos Estados Unidos, os meios de comunicação mundiais têm feito uma cobertura muito limitada dos acontecimentos mundiais.
Seus responsáveis  manifestaram, desde o início das transmissões, sua intenção de cobrir as notícias de maneira distinta dos meios anglófonos tradicionais, tais como BBC World News e CNN International. Afirmam que sua linha editorial não depende de diretrizes de nenhuma organização comercial ou governamental, nem sofre pressões internas que possam afetar sua independência. A Press TV compete com  canais  de notícias via satélite como Al Jazeera English, France 24 e Russia Today, os quais já estavam estabelecidos antes de seu lançamento.

## Críticas e controvérsias
O periódico israelense The Jerusalem Post, reproduzido pelo site oficial da Christian Broadcasting Network, criticou a Press TV por publicar, em seu sítio web, um artigo do historiador britânico Nicholas Kollerstrom, que foi descrito por alguns como um negacionista do Holocausto judeu. O periódico inglês The Guardian também noticiou que  "o site da Press TV publicou um artigo no qual se afirmava que o Holocausto é científicamente impossível."
O semanário canadense conservador Maclean's assinala que "a maioria dos informes noticiosos da Press TV tem base em fatos verídicos". No entanto, ainda segundo a Maclean's, a Press TV comete  "erros intencionais" - por exemplo, ao noticiar no seu site, sem citar fontes, que o governo do Líbano estaria convertendo o campo de refugiados palestinos Nahr al-Bared em base militar norte-americana. Maclean's, entretanto assinala que "a maioria dos informes noticiosos da Press TV se baseia em fatos verídicos"
Nick Ferrari, um proeminente jornalista britânico negou-se a moderar um programa da Press TV em 30 de junho de 2009, depois de saber como o governo iraniano lidou com a crise que se seguiu às eleições presidenciais. Ferrari comentou no jornal The Times que a cobertura da Press TV havia sido "razoavelmente equilibrada até as eleições".
Os usuários do site da Press TV  acusaram reiteradamente os administradores de remover ou editar comentários que fossem conflitantes com a agenda política do governo iraniano. A página não contém uma política de manejo dos comentários de usuários mas o link para o correio eletrônico e demais endereços funciona.
Em 9 de julho de 2009, a Press TV reportou que sua licença de operação na Jordânia fora revogada. O governo jordano, segundo Press TV, não informou as razões da revogação.
Em 15 de outubro de 2012 a Press TV noticiou que a Comissão Europeia a baniu da transmissão por satélite para a Europa, pelo que a Eutelsat interrompeu a transmissão.